# 500 lire "Mondiali di Calcio" - II emissione
Oltre ad un dittico composto dalle monete d'argendo da 200 lire e 500 lire, la Zecca di Roma, per commemorare i mondiali di calcio tenutisi in Italia nel 1990, ha coniato anche una singola moneta d'argento da 500 lire.  

## Dati tecnici
Al dritto è ritratta al centro un'allegoria della Repubblica Italiana volta a sinistra nelle cui chiome si vede, sulla destra, l'immagine della Coppa del Mondo, in giro è scritto "REPUBBLICA ITALIANA" mentre la firma dell'autore Maurizio Soccorsi si trova in basso lungo il bordo. 
Al rovescio è rappresentata una colomba con l'ulivo nel becco, simbolo di pace, sotto di essa sono riportate la data e il segno di zecca R; sullo sfondo è disegnato un pallone da calcio che diviene immagine del globo terrestre. In giro è scritto "CAMPIONATO MONDIALE DI CALCIO", in basso lungo il bordo è riportata l'indicazione del valore.
Nel contorno: "REPVBBLICA ITALIANA" in rilievo
Il diametro è di 29 mm, il peso di 11 g e il titolo è di 835/1000
La moneta è presentata nella duplice versione fior di conio e fondo specchio, rispettivamente in 67.500 e 24.500 esemplari.